# Padirikuppam
Padirikuppam é uma panchayat (vila) no distrito de Cuddalore, no estado indiano de Tamil Nadu.

## Demografia
Segundo o censo de 2001,  Padirikuppam  tinha uma população de 14,986 habitantes. Os indivíduos do sexo masculino constituem 50% da população e os do sexo feminino 50%. Padirikuppam tem uma taxa de literacia de 80%, superior à média nacional de 59.5%: a literacia no sexo masculino é de 85% e no sexo feminino é de 75%. Em Padirikuppam, 10% da população está abaixo dos 6 anos de idade.